# بلیله
بَلیله (انگلیسی: Terminalia bellirica) گونه‌ای درخت برگ‌ریز بزرگ از خانواده گاروم‌زنگیان (کمبرتاسه) است که در دشت‌ها و تپه‌های پست در جنوب و جنوب شرقی آسیا می‌روید، و به عنوان درخت‌های کنار خیابان نیز رشد می‌کند.
درازای برگ‌های آن حدود ۱۵ سانتی‌متر است و به سمت انتهای شاخه‌ها پربرگ است. بلیله علوفه خوبی برای گاو محسوب می‌شود.
مهره‌های درخت بلیله گرد اما با پنج ضلع صاف‌تر است. به نظر می‌رسد که در شعر حماسی مهابهاراتا و در کتاب ریگودا ۱۰ سرود ۳۴ میوه‌های بلیله به عنوان تاس استفاده شده‌است. یک مشت آجیل بلیله روی تخته بازی ریخته می‌شد و بازیکنان باید زنگ بزنند که آیا شماره آن فرد یا زوج بوده‌است.

## در منابع قدیمی فارسی
لغتنامه دهخدا در مورد این درخت می‌نویسد:
«بلیله دوایی است قابض و طبیعت آن سرد و خشک است در دویم و سوم، معرب آن بلیلج باشد. (برهان). ثمر درختی که به هندی بهیرا گویند. (از غیاث). درختی از نواحی حاره بومی هند، و میوهٔ آن در طب بکار است (گااوبا). (یادداشت مرحوم دهخدا). درختچه‌ای از تیرهٔ کمبرتاسه نزدیک به تیرهٔ فرفیون که جزو ردهٔ دولپه‌ای‌های جداگلبرگ است. این گیاه مخصوص نواحی حاره است و بومی هندمی باشد. میوه‌های آن تقریباً به بزرگی یک بادام معمولی است ولی دارای تقسیمات عرضی پنج‌تایی می‌باشد (شبیه میوهٔ باقلا). گوشت روی میوه که روی پوست دانه را پوشانده تلخ مزه و قابض است. پوست دانه اش بسیار سخت است و از مغز آن روغن مخصوصی می‌گیرند. به‌طور کلی میوه‌های این گیاه در تداوی مورد استفاده واقع می‌گردد. (فرهنگ فارسی معین). بلیلج. و رجوع به بلیلج شود: اندر میان رامیان و جالهذا [به هندوستان] پنج روزه راه است و همه را به درختان هلیله و بلیله و آمله و داروهاست که به همه جهان ببرند. (حدود العالم).»
در قدیم هلیله و بلیله و آمله را با عسل می‌آمیختند و با روغن گاو جوشانده به آن نام طریفل داده به عنوان دارو می‌خوردند.
هلیله و بلیله و آمله در فارسی میانه هیلیلگ و بلیلگ و آملگ نامیده می‌شد که پس از اسلام عربی‌شده آن‌ها به صورت «هلیلج، بلیلج و املج» درآمد.
در متون پس از اسلام آمده‌است که «این سه لفظ از یک خانواده و در خاصیت نیز به یکدیگر نزدیک است. چنان‌که از گیاه‌شناسان معلوم گردید و املج معرب آمله، هلیلج معرب هلیله، و بلیلج معرب بلیله فارسی است و تعریف این داروها بموجب ترجمه صیدنه چنین است: جرم بلیلج هموار و سرهای او تیز و رنگ آن خاک فام و در میان دسته آن مغزی باشد شبیه مغز بادام یا مغز فندق و مغز او شیرین باشد و آنچه سرهای او تیز است هلیله کابلی است اما بلیله بگردی مایل است و رنگ آن به زردی زند.. و تشنج آور چنان‌که هلیله و او در خاصیت به آمله نزدیک است.»‎
در اغراض ص ۶۱۴ می‌گوید: «بلیله سرد است بدرجه اول معده دباغت می‌کند و در مخزن گوید: هندی آن بهیره است ثمر درختی است مایل باستداره و سر آن اندک باریکتر و بزرگتر از عفص و پوست آن زرد و اغبر و نازکتر از پوست هلیله و مستعمل پوست آن است و درخت آن عظیم و برگ آن عریض تر از برگ انبه.»‎